# Maria Golovin
Maria Golovin è  un'opera in lingua inglese in tre atti di Gian Carlo Menotti. È composta e incentrata su un incontro romantico tra un recluso cieco di nome Donato e il personaggio principale, una donna sposata che vive in un paese europeo pochi anni dopo una recente guerra. L'opera fu commissionata da Peter Herman Adler del NBC Opera Theatre.
La sua prima rappresentazione fu all'International Exposition Pavilion Theater all'Expo '58 di Bruxelles il 20 agosto 1958. Più tardi durante lo stesso anno, David Merrick e la NBC Opera montarono una produzione di Broadway pubblicizzata come un "dramma musicale". Fu messo in scena da Menotti ed è andato in scena per cinque rappresentazioni al Martin Beck Theatre. Il cast comprendeva Patricia Neway, Ruth Kobart, Norman Kelley, William Chapman e Richard Cross, che nel 1959 vinse il Theatre World Award per la sua interpretazione. Maria Golovin non fa parte del repertorio operistico abituale e raramente viene eseguita oggi, sebbene il Paley Center for Media (Museum of Television & Radio) di New York abbia programmato una proiezione della produzione NBC Opera del 1959 dell'opera, con Franca Duval, Richard Cross e Patricia Neway, per il 21 maggio 2011 alle 14:00, seguita da una discussione con il signor Cross.

## Ruoli
| Ruolo                | Tipo di voce    | Interpreti della prima, 20 agosto 1958 (direttore Gian Carlo Menotti) |
| -------------------- | --------------- | --------------------------------------------------------------------- |
| Agata                | mezzosoprano    | Ruth Kobart                                                           |
| Donato               | basso baritono  | Richard Cross                                                         |
| Dr Zuckertanz        | tenore          | Herbert Handt                                                         |
| La madre             | contralto       | Patricia Neway                                                        |
| Maria Golovin        | soprano         | Franca Duval                                                          |
| Trottolo, suo figlio | ragazzo soprano | Lorenzo Muti                                                          |
| Un prigioniero       | baritono        | William Chapman                                                       |

## Critica

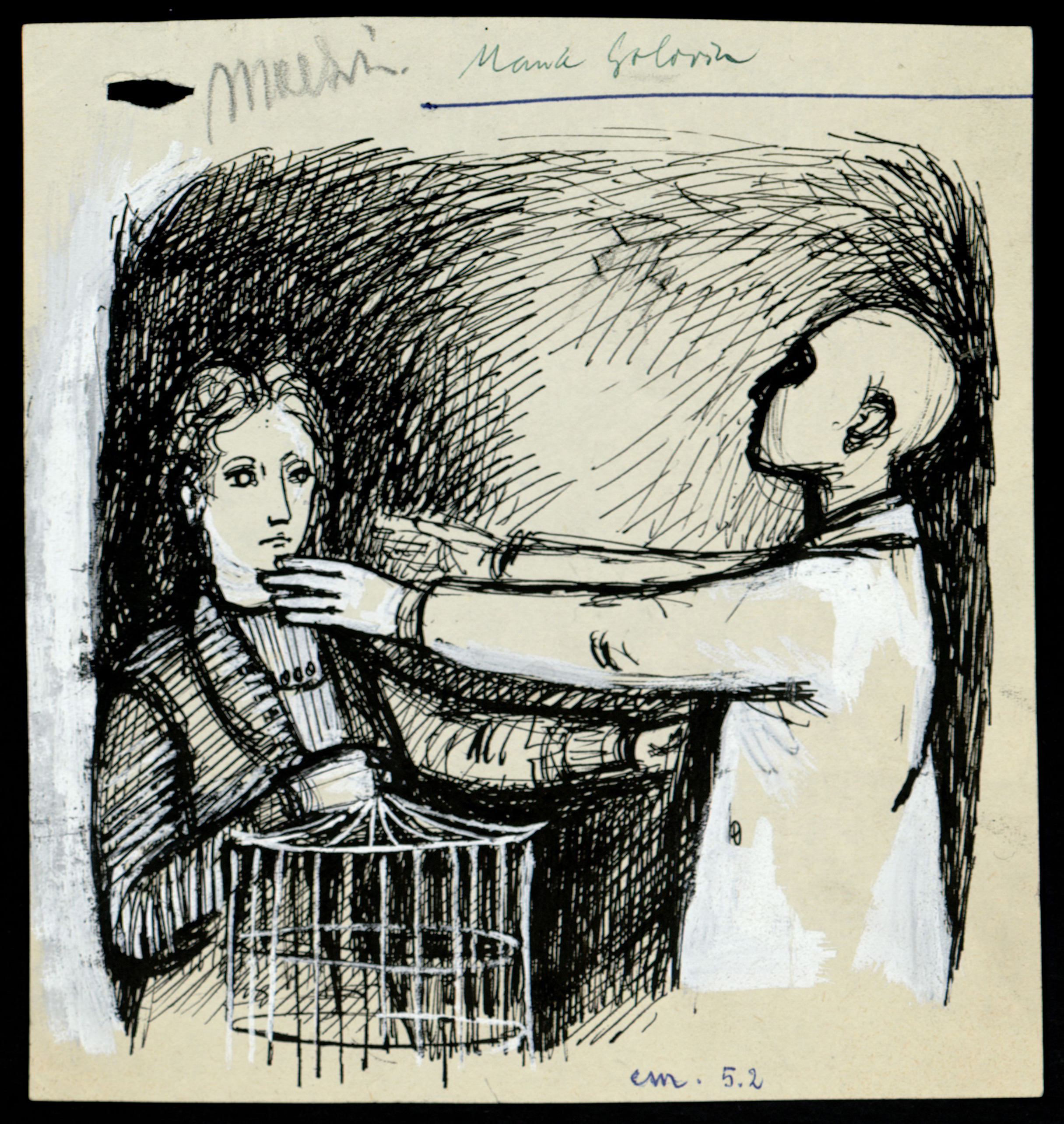
Disegno per copertina di libretto per Maria Golovin (non datato). Archivio Storico Ricordi.

Time lo descrisse come "una sorta di delusione" e aggiunse: "l'impatto è rovinato dalle banalità del linguaggio... e dal carattere indifferente dell'eroe". Della musica diceva: "Nel peggiore dei casi, la colonna sonora di Golovin non è solo troppo dolce ma troppo facile. . . Al suo meglio, il punteggio per la musica è ossessivamente tenero e convincente." C'erano anche alcune lodi: "Questa è una storia d'amore che dovrebbe toccare il cuore dei sentimentalisti", ha scritto il critico Howard Taubman sul New York Times dopo la prima mondiale a Bruxelles. “La scoperta della produzione è Richard Cross, che canta e interpreta il cieco con forza e compassione. . . Franca Duval è personalmente attraente, musicalmente intelligente e chiaramente vulnerabile come Maria Golovin".

## Registrazioni
Un album del cast è stato pubblicato dalla RCA Victor. Questa registrazione è stata ristampata in CD dalla Naxos Historical nel 2011. 

## Spettacoli
Oltre alla prima rappresentazione all'International Exposition Pavilion Theatre all'Expo '58 di Bruxelles il 20 agosto 1958, fu eseguita al London Coliseum nel 1976, con Gian Carlo Menotti alla direzione, Alison Hargan nel ruolo principale, con il suo vero figlio di vita James che interpreta Trottolo Golovin; l'anno successivo al Festival dei Due Mondi di Spoleto, in italiano, diretta da Christian Badea, con Charles Long e Fiorella Carmen Forti nei ruoli principali.